# Pansarskytte
Pansarskytte, kort psk, även pansarinfanteri, kort pinf, är mekaniserade skyttesoldater som har befattning att strida från och i samband med pansarskyttefordon.
Benämningen användes ursprungligen för alla markstridsförband som ingick i de svenska pansarbrigaderna. Pansarskyttet var organiserat i kompanier som tillsammans med stridsvagnskompanier utgjorde grunden i pansarbataljonerna. I pansarförbandens barndom hade pansarskyttet inga egna fordon utan åkte oskyddade sittande på stridsvagnarnas bakpansar. Det framstod snart att det var en mycket utsatt position och att skyttesoldaterna behövde någon form av skydd mot fientlig eldgivning. Därför tillfördes förbanden pansarskyttefordon. Dessa var i början föga mer än bepansrade lastbilar, men med tiden utvecklades pansarskyttefordonen till allt mer avancerade fordon.
När infanteribrigaderna i Sverige mekaniserades under 1990-talet benämndes dessas markstridsförband för mekskytte.

## Svenskt pansarinfanteri
Mellan perioden 1957 och 1963 organiserade ett antal förband till pansarinfanteri. De svenska pansarinfanterienheterna kan sägas verkat när pansartrupperna var i uppbyggnadsfasen.
- Älvsborgs regemente, I 15
- Södermanlands regemente, I 10
- Södra skånska regementet, I 7

### Webbkällor
- GARNISONEN[död länk]
- Brigadreglemente Armén — Stridsvagnskompani (M7741-122731)
- Brigadreglemente Armén — Mekaniserad bataljon (M7741-122090)